# Neven Subotić
 Der er for få eller ingen kildehenvisninger i denne artikel, hvilket er et problem. Du kan hjælpe ved at angive troværdige kilder til de påstande, som fremføres i artiklen.

Neven Subotić (født 10. december 1988 i Banja Luka, Jugoslavien) er en serbisk fodboldspiller, der spiller som midterforsvarer hos den franske Ligue 1-klub Saint-Étienne. Han har tidligere blandt andet spillet ti år i Tyskland hos Borussia Dortmund.

## Landshold
Subotić står (pr. april 2018) noteret for 36 kampe og to scoringer for Serbiens landshold, som han debuterede for den 28. marts 2009 i en VM-kvalifikationskamp mod Rumænien. Han deltog for sit land ved VM i 2010 i Sydafrika.